# Aurora do Pará
Aurora do Pará là một đô thị thuộc bang Pará, Brasil. Đô thị này có diện tích 1811,827 km², dân số năm 2007 là 21370 người, mật độ 11,79 người/km².